# Hilara tarsata
Hilara tarsata är en tvåvingeart som beskrevs av Siebke 1864. Hilara tarsata ingår i släktet Hilara och familjen dansflugor. Inga underarter finns listade i Catalogue of Life.